# Шандор Гелер
Шандор Гелер (мађ. Gellér Sándor; Жидвеј, 12. јул 1925 — Будимпешта, 13. март 1986) био је мађарски олимпијац, фудбалер који је играо на позицији голмана.  Рођен је у Весеушу, Румунија.
Мада је био на списку играча није имао ни један наступ када је био у репрезентацији Мађарске на Летњим олимпијским играма 1952. у Хелсинкију, у Финској. Бранио је за будимпештански Вереш Лобого и учествовао на Светском првенству у фудбалу 1954. године.

## Достигнућа
- Медаља за спортске заслуге Мађарске Народне Републике, сребрни степен(1951)[12]
- Одличан спортиста Мађарске Народне Републике (1951)[13]
- Радни ред за заслуге (1953)[14]
- Заслужни спортиста Мађарске Народне Републике (1954)[15]
- Официрски крст Ордена за заслуге Републике Мађарске (1991)/ (1993)[16]
- Мађарска лига
  - шампион: 1951, 1953, 1957/58
  - друго место: 1950-јесен, 1952, 1954, 1955, 1957-пролеће, 1958/59
- Куп Мађарске
  - победник: 1952
- Митропа куп (KK)
  - победник: 1955
- Куп сајамских градова (VVK)
  - полуфинале: 1961/62